# Tropodiaptomus oryzanus
Tropodiaptomus oryzanus is een eenoogkreeftjessoort uit de familie van de Diaptomidae. De wetenschappelijke naam van de soort is voor het eerst geldig gepubliceerd in 1937 door Kiefer.